# Lac Hebgen
Le lac Hebgen est un lac situé au sud-ouest de l'état américain du Montana. Il est connu du fait d'un tremblement de terre qui s'est déroulé le 17 août 1959. Ce tremblement de terre a fait apparaître une fissure dans le lac qui a entraîné une vidange partielle du lac. Les débris emportés avec la vidange se sont accumulés un peu plus bas en faisant apparaître le nouveau lac Quake.

## Activités récréatives
- camping;
- pêche
- nautisme

Les campings se nomment entre autres Rainbow Point et Cherry Creek. Rainbow Point est le plus grand camping autour du lac.